# Hrabstwo Nemaha (Nebraska)

Piramida wieku hrabstwa

Hrabstwo Nemaha (ang. Nemaha County) – hrabstwo w stanie Nebraska w Stanach Zjednoczonych. W roku 2010 liczba mieszkańców wyniosła 7248. Stolicą i największym miastem jest Auburn.

## Geografia
Całkowita powierzchnia wynosi 1067, km² z czego woda stanowi 0,63%.

### Miejscowości
- Auburn
- Peru

### Wioski
- Brock
- Brownville
- Johnson
- Julian
- Nemaha